# تييري فريمونت
تييري فريمونت (بالفرنسية: Thierry Frémont)‏
```
(و. 
1962
 – 
م
)
[
1
]
 هو 
ممثل
 من 
فرنسا
 . ولد في 
فرنسا
 .
[
2
]
```

## التعليم
تعلم في المعهد الوطني العالي للفنون الدرامية ‏، ومدرسة فلوران ‏

## روابط خارجية
- تييري فريمونت على موقع IMDb (الإنجليزية)
- تييري فريمونت على موقع ألو سيني (الفرنسية)
- تييري فريمونت على موقع ميوزك برينز (الإنجليزية)
- تييري فريمونت على موقع أول موفي (الإنجليزية)
- تييري فريمونت على موقع قاعدة بيانات الأفلام السويدية (السويدية)
- تييري فريمونت على موقع ديسكوغز (الإنجليزية)
- تييري فريمونت على موقع قاعدة بيانات الفيلم (الإنجليزية)
- تييري فريمونت على موقع كينوبويسك (الروسية)